# Nicholas Frankau
Nick Frankau (Stockport, Reino Unido, 16 de Julho de 1954) é um actor inglês.
É mais conhecido pelo seu trabalho na série cómica de televisão 'Allo 'Allo! onde interpretava a personagem Tenente Carstairs.
Hoje em dia ele não trabalha como actor, vive e trabalha em Cambridge como programador da Symbian.